# Jared Ingersoll
Jared Ingersoll (ur. 24 października 1749 w New Haven, zm. 31 października 1822 w Filadelfii) – amerykański prawnik i mąż stanu z Filadelfii. Był delegatem stanu Pensylwania na Kongres Kontynentalny i jednym z sygnatariuszy Konstytucji Stanów Zjednoczonych. W wyborach prezydenckich w Stanach Zjednoczonych w 1812 nieskutecznie ubiegał się o fotel wiceprezydenta Stanów Zjednoczonych jako kandydat federalistów.